# Craterul Mount Toondina

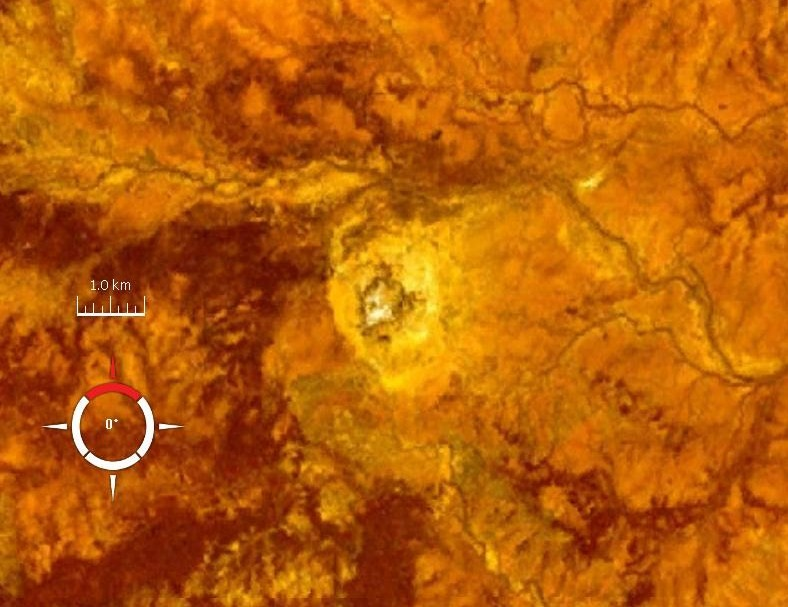
Imagine Landsat

Mount Toondina  este o structură de impact, rămășița erodată a unui crater de impact meteoritic anterior, situat în nordul Australiei de Sud la 45 km sud de orașul Oodnadatta.

## Date generale
Mount Toondina este punctul cel mai ridicat al unei topografii circulare care se ridică dintr-o zonă de deșert, altfel, relativ plată a Bazinului Eromanga. Originea sa ca urmare a unui impact a fost sugerată pentru prima oară în 1976, contestând ipoteza, de atunci, cum că ar fi un dom de sare. Formarea ca urmare a unui impact a fost puternic susținută de studii ulterioare. Un studiu geofizic făcut cu ajutorul metodelor de gravitație indică o structură internă tipică craterelor de impact complexe, inclusiv un centru ridicat, și sugerează că craterul inițial a fost de aproximativ 3-4 km în diametru. Craterul trebuie să fie mai tânăr decât rocile din Cretacicul timpuriu în care se află, dar altfel nu este bine datat. În mod evident acesta a fost supus eroziunii semnificative de la evenimentul de impact.